# Eliasz al-Hravi
Eliasz al-Hravi (arabul: الياس الهراوي, angolul: Elias Hrawi) (Libanon, Bekaa kormányzóság, Zahla, 1926. szeptember 4. - Bejrút, 2006. július 7.) libanoni maronita keresztény üzletember, politikus, közlekedési és közmunkaügyi miniszter, majd 1989-98 között az ország köztársasági elnöke.

## Élete
Az 1960-as években üzletemberként több céget alapított, egy évtizeddel később egy mezőgazdasági szövetkezet elnökeként dolgozott. 1972-ben lett parlamenti képviselő, 1981-82-ben Libanon közlekedési és közmunkaügyi minisztere. 1989. november 24-én választották meg köztársasági elnöknek a merénylet áldozatául esett René Moawad utódjaként (közvetlen elődje Szelím al-Hossz ügyvivő elnök volt).
Elnökké választására (Libanonban a parlament választja az elnököt) a háborús állapotok miatt a Bekaa-völgyben, Staura városkában került sor, ahol az 53 jelen lévő képviselőből 47-en szavaztak rá. Elnöki hivatalának elfoglalásakor már 13. éve zajlott a Libanoni polgárháború, első intézkedéseinek egyike volt a lázadó Michel Aoun tábornok (korábbi kormányfő) katonái ellen mozgósítani az országban 1987 óta tartózkodó szíriai hadsereget. Erre az intézkedésre a szíriai haderő bevethetőségének jogi alapjainak megteremtésével tudott sort keríteni.
Al-Hravi igen bonyolult helyzetben lett az ország elnöke: az ország egy-egy területén két idegen állam hadserege próbálta fenntartani a rendet, miközben mindkét ország a maga érdekeit is kereste: Izrael a Hamász és a saját államhatára között képzett éket libanoni területen, hogy meghiúsítsa az ellenállási mozgalom rakétatámadásait, míg Szíria al-Hravit támogatva próbálta fenntartani a rendet a polgárháború sújtotta országban. A magát kormányfőnek tekintő, de tényleges hatalmat nem birtokló, ám jelentős katonai és némi polgári támogatottságot élvező Michel Aoun tábornok a háborús helyzet fenntartásában volt érdekelt. Egész 1990-ig tartott az ország katonai és politikai megosztottsága, amikor végül Aoun lemondott. A polgárháború lezárásához vezető ún. Taif-egyezményt ugyan néhány nappal al-Hravi beiktatása előtt írták alá, az azonban, hogy az abban foglaltaknak érvényt tudott szerezni, már az államfő érdeme volt. Al-Hravi ugyan az egyezményben foglaltak alapján a muzulmánoknak több parlamenti helyet biztosított a választási törvényben egyébként patikamérlegen kiporciózott helyekből, ám maga ellen fordította országa valamennyi imámját és püspökét azzal, hogy szorgalmazta a polgári házasság (és a válás) bevezetését Libanonban. Legméltatlanabb tetteként azt tartják, hogy két, gyilkosságért elítélt muzulmán férfit cirkuszi körülmények között végeztetett ki elnökségének időszaka alatt.
Utóda az 1998 október 15-én megválasztott Émile Lahoud lett, aki a Libanoni Fegyveres Erők főparancsnoka volt.
Al-Hravi halálát 2006-ban rosszindulatú daganat okozta.
| Elődje: Szelím al-Hossz ügyvivőként | Libanon köztársasági elnöke 1989–1998 | Utódja: Émile Lahoud |